# ITF Women's Circuit Yakima 2012
L'ITF Women's Circuit Yakima 2012 è stato un torneo professionistico di tennis femminile giocato sul cemento. È stata la 1ª edizione del torneo, che fa parte dell'ITF Women's Circuit nell'ambito dell'ITF Women's Circuit 2012. Si è giocato a Yakima negli USA dal 9 al 15 luglio 2012.

## Partecipanti

### Teste di serie
| Nazionalità | Giocatrice        | Ranking* | Testa di serie |
| ----------- | ----------------- | -------- | -------------- |
| Francia     | Irena Pavlović    | 152      | 1              |
| Stati Uniti | Madison Brengle   | 167      | 2              |
| Francia     | Victoria Larrière | 182      | 3              |
| Stati Uniti | Madison Keys      | 211      | 4              |
| Australia   | Monique Adamczak  | 221      | 5              |
| Francia     | Julie Coin        | 244      | 6              |
| Giappone    | Aiko Nakamura     | 248      | 7              |
| Cina        | Duan Yingying     | 257      | 8              |

- Ranking al 25 giugno 2012.

### Altre partecipanti
Giocatrici che hanno ricevuto una wild card:
- Lauren Albanese
- Beatrice Capra
- Diana Ospina

Giocatrici che sono passate dalle qualificazioni:
- Jacqueline Cako
- Mayo Hibi
- Jana Nejedly
- Natalie Pluskota

Giocatrici che hanno ricevuto un entry per uno Special Ranking:
- Zhou Yimiao

## Campionesse

### Singolare
- Shelby Rogers ha battuto in finale  Samantha Crawford con il punteggio di 6–4, 6(3)–7, 6–3

### Doppio
- Samantha Crawford /  Madison Keys ha battuto in finale  Xu Yifan /  Zhou Yimiao con il punteggio di 6–3, 2–6, [12–10]